# Добрі Чінтулов
Добрі Чінтулов (болг. Добри Чинтулов; 1822 — 27 березня 1886) — болгарський поет, педагог, композитор часів Османської імперії.

## Життєпис
Походив з родини ремісників. Народився у 1822 році в місті Сливен. Спочатку навчався у рідному місті. Лише у 1838 році зумів перебратися до Велико Тирново, де продовжив навчання. Після цього перебрався до Бухареста, де поступив до місцевої школи наприкінці 1838 року. Тут навчався до 1840 року.
Слідом за цим перебрався до Одеси (сучасна Україна). Спочатку до 1844 року навчався у релігійній школі, а з 1844 до 1850 року — в Одеській семінарії. Був членом Одеського літературного гуртка, до якого також входили Найден Ґеров, Елена Мутева, Ботьо Петков, Сава Філаретов.
Після навчання повернувся до рідного міста, де з 1850 до 1858 року працював учителем. Водночас брав участь у боротьбі за незалежність Болгарської православної церкви від Константинопольського патріархату, здобувши цим популярність серед болгар. У 1858 році його було призначено завучем школи у Ямболі. Тут він працював до 1861 року, коли повернувся до Сливена.
У Сливені знову викладав у школі до 1871 року. Тоді Чінтулова обрано делегатом від Сливенської єпархії до Першої Болгарської церковної й Національної ради в Константинополі. Близько 1874 року втратив зір, не міг працювати.
Під час російсько-османської війни 1877–1878 років при вступі російських військ до Сливена Добрі Чінтулова було обрано виступити з вітальною промовою. У 1878 році вийшов на пенсію, останні роки вів спокійне життя. Помер у Сливені 1886 року.

## Творчість
У доробку Чінтулова є численні вірші елегійного та національно-патріотичного змісту. Найвідомішими елегіями є «Стара мати прощається з сином», «Проводи болгарина з Одеси». Популярними стали його патріотичні вірші «Повстань, повстань, юнаку балканський», «Де ти вірна, любове народна?», «На Балканах».
Для віршів Чінтулова характерний романтизм, жива розмовна мова, що було свого часу певним новаторством. Вони мали велику популярність, а деякі з них стали народними піснями.